# Ratpenat cuallarg de les Salomó
El ratpenat cuallarg de les Salomó (Mops solomonis) és una espècie de ratpenat de la família dels molòssids endèmica de les illes Salomó.